# Гузик Валерій Пантелеймонович
Гузик Валерій Пантелеймонович — український кінорежисер-документаліст.
Народився 19 липня 1939 р. у м. Суми. Закінчив Київський державний інститут театрального мистецтва ім. І. Карпенка-Карого (1972). 
Працював на студії «Укртелефільм» до 2000 року. 
З 2008 року викладав акторську майстерність в Інституті екранних мистецтв.
Створив стрічки:
- «Дорогі мої земляки...» (1985, авт. сценар. Ірина Халіф),
- «Соло на флейті» (1986),
- «Розкажи про мене...» (про Григорія Косинку) (1989, авт. сценар.  Г. Штонь),
- «Срібний вік. Повернення із забуття» (1991, авт. сценар. В. Колодяжний),
- «Мир вам, бо терпіли» (1992),
- «Два крила Левка Мацієвича» (1993, авт. сценар. В. Колодяжний),
- «Перший серед рівних» (Марко Кропивницький) (1995, авт. сценар. і режисер),
- «Бойки» (1995, авт. сценар. Тамара Бойко),
- «Брати» (Григорій і Григір Тютюнники) (1996, авт. сценар. Г. Штонь) та ін.

Був членом Національної спілки кінематографістів України.
Пішов із життя 5 березня 2015 року в Києві.